# 고흥읍
고흥읍(高興邑)은 대한민국 전라남도 고흥군의 군청 소재지이며, 고흥반도의 중앙부에 있는 분지에 발달한 지방이다.

## 개요
고흥군 교통의 중심지이면서 해산물의 집산지이다. 군내에는 교육청 산하의 도서관 1개 소, 극장 2개 소, 병 · 의원 27개 소와 한국방송공사의 라디오 · 텔레비전 중계소가 있다. 교육시설로는 고등학교 7개 교, 중학교 16개 교, 초등학교 22개 교(2002년)가 있다.

## 하위 행정 구역
| 법정리 | 한자명 | 행정리                                         | 비고 |
| ------ | ------ | ---------------------------------------------- | ---- |
| 고소리 | 姑蘇里 | 유동, 사동, 중촌, 신촌                         |      |
| 호동리 | 虎東里 | 비아, 호서, 호동, 간천                         |      |
| 성촌리 | 城村里 | 성촌                                           |      |
| 등암리 | 登岩里 | 등암, 백련, 장전, 신전                         |      |
| 호형리 | 虎形里 | 호형, 호천, 신호, 신흥, 동촌                   |      |
| 남계리 | 南溪里 | 송곡, 학림, 신계, 원동, 남계, 봉남, 봉동, 봉계 |      |
| 옥하리 | 玉下里 | 후동, 옥하, 옥상                               |      |
| 서문리 | 西門里 | 서문, 여산, 당촌                               |      |
| 행정리 | 杏丁里 | 교촌, 행정, 수덕                               |      |
| 9개리  |        | 35행정리                                       |      |

## 교육
- 고흥동초등학교
- 고흥중학교
- 고흥여자중학교
- 고흥고등학교
- 고흥산업과학고등학교

## 아파트
| 단지명                    | 주소           | 시행사       | 건설사                          | 입주        | 비고 |
| ------------------------- | -------------- | ------------ | ------------------------------- | ----------- | ---- |
| 고흥 남계주공             | 홍인건설㈜     | 대한주택공사 | 고흥읍 봉동주공길 37-5 (남계리) | 1998년 10월 |      |
| 고흥 승원팰리체 더 퍼스트 | ㈜승원종합건설 | ㈜라온주택   | 고흥읍 고흥군청로 31 (남계리)   | 2022년 2월  |      |
| 고흥 승원팰리체 하이엔드  | ㈜승원종합건설 | ㈜라온주택   | 고흥읍 터미널길 17-17 (남계리)  | 2024년 6월  |      |